# Testem benevolentiae nostrae
Testem benevolentiae nostrae es una  carta escrita por el Papa León XIII al Cardenal James Gibbons, Arzobispo de Baltimore, fechada el 22 de enero de 1899. En ella, el Papa se dirigía a una herejía que llamó  americanismo, y expresaba su preocupación de que la Iglesia estadounidense debería protegerse contra los valores estadounidenses de liberalismo y  pluralismo que socavan la doctrina de la Iglesia.

## Fondo

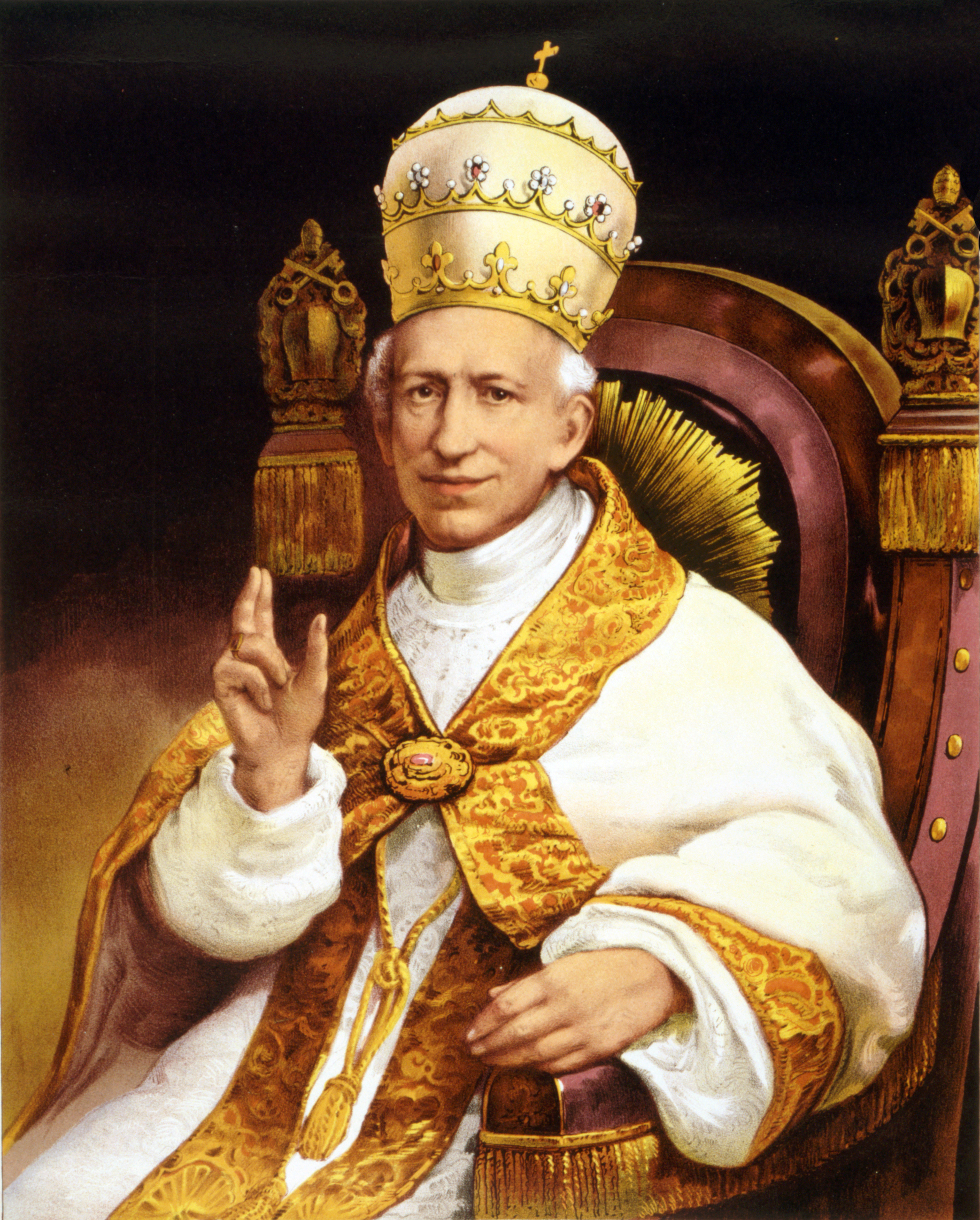
Papa Leo XIII

Testem benevolentiae nostrae se traduce como "Testigo de nuestra buena voluntad". El Papa estaba preocupado por la cultura de los católicos en los Estados Unidos, en respuesta al prefacio de la biografía de Isaac Thomas Hecker. La biografía de Hecker llegó a Francia once años después de la muerte del padre Hecker (en buena posición con la Iglesia), y su traducción al francés incluía un prólogo liberal de  Abbé Félix Klein. Leo propuso revisar ciertas opiniones expresadas por el traductor en el libro sobre Isaac Hecker. En particular: La Iglesia debe adaptarse a la nueva civilización avanzada y relajar sus disciplinas con respecto no solo a la regla de vida sino también al depósito de la fe, pasando por alto o minimizando ciertos puntos de doctrina, o dándoles un nuevo significado que la Iglesia nunca había sostenido.

## Sustancia

### Rechazo del particularismo estadounidense
Testem benevolentiae nostrae  involucraba el particularismo multicultural estadounidense y la visión de la libertad individual. Sobre el particularismo se creía que un movimiento de católicos estadounidenses sentía que eran un caso especial que necesitaba una mayor libertad para asimilarse a una nación mayoritaria protestante. La carta rechazó la idea de "algunos que conciben y quieren que la Iglesia en América sea diferente de lo que es en el resto del mundo". (En 1892, ciertas asociaciones de apoyo a inmigrantes, mientras abogaban por el establecimiento de parroquias nacionales para que las congregaciones pudieran ser atendidas por sacerdotes que entendieran el idioma y la cultura, presionaron para que el nombramiento de obispos reflejara la representación de cada nacionalidad disturbios entre la jerarquía estadounidense.) La carta reiteró que la enseñanza católica era la misma en todo el mundo y no debía ajustarse para adaptarse a un área en particular.
Durante el siglo XIX, la doctrina católica articuló que el protestantismo era una herejía e incluso un nuevo movimiento religioso dañino, aunque la Iglesia bajo León indicó que los protestantes individuales bien podrían ser inocentes debido a "ignorancia invencible". Sin embargo, las religiones protestantes mismas no debían ser aprendidas ni aceptadas como iguales. Fuera de este tema, el artículo dio el consuelo de que el catolicismo podía adaptarse a las normas estadounidenses cuando no entraban en conflicto con las enseñanzas doctrinales o morales de la Iglesia Católica.
La carta en realidad tenía más que ver con los católicos en Francia que con los de los Estados Unidos. Los conservadores franceses estaban consternados por los comentarios de Abbé Klein en un libro sobre un sacerdote estadounidense, y afirmaron que varios miembros del clero católico estadounidense compartían estos puntos de vista. Por lo tanto, en muchos sentidos, el artículo era más una advertencia para Francia de que su República se estaba volviendo demasiado  liberal o secularista.
Expresa su preocupación de que los estadounidenses no valoren su libertad e individualismo tanto que rechacen la idea de monasterios y el sacerdocio. "¿Su país, los Estados Unidos, no derivó los comienzos tanto de la fe como de la cultura de los hijos de estas familias religiosas?" Una vez más, esto es más sobre el anticlericalismo en Francia en ese momento.
No era raro que los obispos estadounidenses, al verse obligados a brindar educación y atención médica a un gran número de inmigrantes, solicitaran deliberadamente a las congregaciones involucradas en esas actividades. Leo advirtió contra valorar un apostolado activo más que uno contemplativo. "Tampoco debe hacerse ninguna diferencia de alabanza entre los que siguen el estado de vida activo y los otros que, encantados con la soledad, se entregan a la oración y la mortificación corporal".

### Visión negativa de la libertad de prensa
En noviembre de 1892, en una reunión de los arzobispos celebrada en la ciudad de Nueva York, el obispo Francesco Satolli, que pronto será el primer delegado apostólico en los Estados Unidos, presentó catorce propuestas sobre la solución de ciertos problemas escolares que habían estado en discusión durante algún tiempo. Los borradores de propuestas se publicaron "inoportunamente", con interpretaciones incorrectas e insinuaciones malignas en algunos artículos, lo que provocó una gran cantidad de discusión "acre".
Testem benevolentiae nostrae rechaza claramente la plena libertad de prensa.
"Estos peligros, a saber, la confusión de la licencia con la libertad, la pasión por discutir y derramar desprecio sobre cualquier tema posible, el derecho asumido a tener las opiniones que uno quiera sobre cualquier tema y a exponerlas impresas al mundo, así lo han hecho. envuelto las mentes en la oscuridad de que ahora hay una mayor necesidad del oficio de enseñanza de la Iglesia que nunca antes, para que la gente no preste atención tanto a la conciencia como al deber."
 Los defensores del documento creen que criticar la libertad de prensa es comprensible en una época de crecientes difamaciones, calumnias e incitaciones a la violencia en los periódicos. Las historias de los periódicos sobre los conventos ya habían encendido la violencia anticatólica. Además, la Guerra Hispano-Estadounidense, a la que se opusieron muchos católicos, a menudo se atribuyó a los periódicos de William Randolph Hearst y había ocurrido un año antes de la carta. Los opositores de "Testem benevolentiae nostrae" creen que muestra una oposición del Vaticano en curso a la democracia y el progreso.
Sin embargo, ambas partes tienden a estar de acuerdo en que León XIII escribió de una manera menos condenatoria o al menos con más tacto que la mayoría de sus predecesores inmediatos. Los críticos afirman que esto se debe simplemente a que sus predecesores inmediatos fueron o se convirtieron en reaccionarios estridentes como el Papa Pío IX. Los partidarios citan el hecho de que su encíclica sobre  americanismo, "Longinqua", hablaba de amor por Estados Unidos más que de condena.

## Respuesta de Gibbons
El escrito no afirmaba que Hecker y los estadounidenses hubieran sostenido una doctrina errónea. En cambio, simplemente declaró que si tales opiniones existían, el Papa pidió a la jerarquía que las erradicara. El cardenal Gibbons y muchos otros prelados respondieron a Roma. Con una voz casi unánime, declararon que las opiniones incriminadas no existían entre los católicos estadounidenses. Hecker nunca había tolerado la más mínima desviación de los principios católicos en su más completa y estricta aplicación. El disturbio causado por la condena fue leve; casi todos los laicos y una parte considerable del clero desconocían este asunto. Sin embargo, el escrito del Papa terminó fortaleciendo la posición de los conservadores en Francia.

## Legado e influencia
Se disputa el legado de "Testem benevolentiae nostrae". Entre los católicos tradicionalistas hoy en día sigue habiendo un amplio apoyo a sus declaraciones contra el ecumenismo y el liberalismo. En círculos más liberales, sin embargo, los académicos sostienen que destruyó en gran medida la vida intelectual católica en los Estados Unidos durante la primera mitad del siglo XX. Y, sin embargo, muchos otros sostienen que se ha exagerado su importancia. Sin embargo, sí destaca la relación incómoda entre la Santa Sede y los Estados Unidos, un país que no dio plenas relaciones diplomáticas con la Santa Sede hasta la presidencia de Ronald Reagan en la década de 1980.
Algunos historiadores creen que la carta estaba realmente dirigida a las corrientes liberales en Francia.

## Ver además
- Syllabus